# Deutsche Akademie für Kinder- und Jugendliteratur

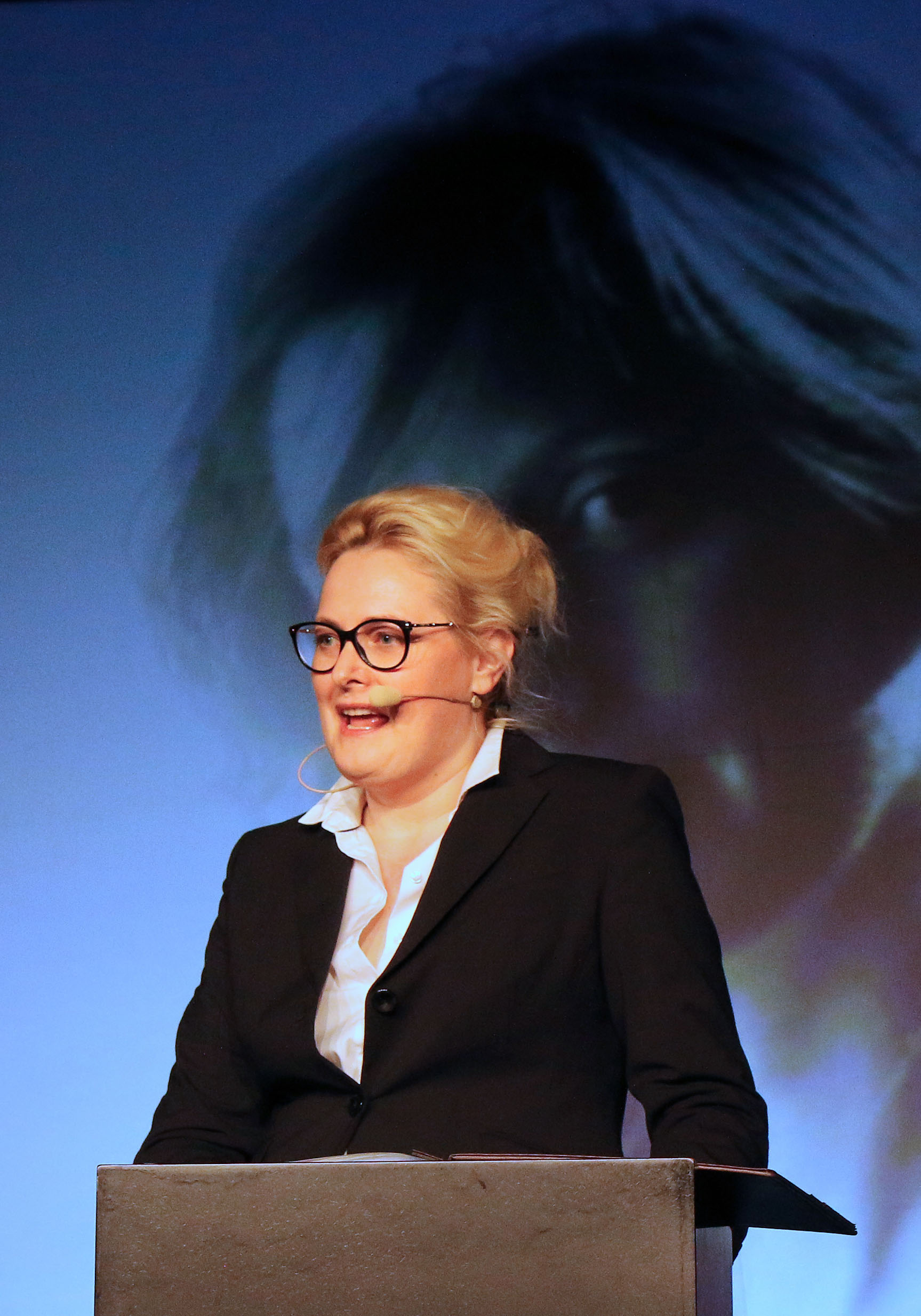
Claudia Maria Pecher, Präsidentin der Akademie, bei der Verleihung des Korbinian – Paul-Maar-Preises 2019

Die Deutsche Akademie für Kinder- und Jugendliteratur e. V., mit Sitz in Volkach, wurde 1976 gegründet.

## Aufgaben
Aufgabe der Akademie ist die ideelle und gemeinnützige Förderung der Kinder- und Jugendliteratur. Dazu verleiht sie jährlich den Großen Preis der Deutschen Akademie für Kinder- und Jugendliteratur e. V. Volkach für eine Publikation (Roman oder Bilderbuch) oder für „herausragende wissenschaftliche, publizistische oder literaturpädagogische Arbeiten im Bereich der Kinder- und Jugendliteratur“.
Daneben wird seit 2009 auch ein mit 2500 Euro (Stand 2019) dotierter Nachwuchspreis für deutschsprachige Kinder- und Jugendliteratur vergeben, der anlässlich des achtzigsten Geburtstages von Paul Maar ab 2017 in Korbinian – Paul-Maar-Preis umbenannt wurde. Ebenfalls jährlich wird der Volkacher Taler an Personen vergeben, die sich besonders um die Förderung der Kinder- und Jugendliteratur verdient gemacht haben.
Seit ihrem Bestehen erkennt die Akademie zudem jeden Monat aktuellen Büchern aus den Sparten Jugendbuch, Kinderbuch und Bilderbuch jeweils das Prädikat Buch des Monats zu. Die derart ausgezeichneten Bücher dürfen ein Gütesiegel der Akademie führen und werden in monatlichen Pressemitteilungen und in Empfehlungslisten bekannt gegeben. Die Akademie versteht diese Auszeichnung als kontinuierlichen Beitrag zur Jugendbucharbeit und Leseförderung.
Die Deutsche Akademie für Kinder- und Jugendliteratur publiziert außerdem dreimal jährlich ihre kostenlose Zeitschrift Volkacher Bote, in der über Angelegenheiten der Akademie und aktuelle Themen berichtet wird. Außerdem werden in Zusammenarbeit mit der Arbeitsgemeinschaft der Jugendbuchverlage periodisch Empfehlungskataloge für Kinder- und Jugendliteratur herausgegeben. Die Akademie veranstaltet auch Seminare zum Thema.

## Unterstützung
Unterstützt wird die Akademie durch die Stadt Volkach, das Bayerische Staatsministerium für Unterricht und Kultus, die Bayerische Sparkassenstiftung und das Bundesministerium für Familie, Senioren, Frauen und Jugend.

## Organisation
Sie besteht aus ordentlichen (höchstens 40), fördernden und korrespondierenden Mitgliedern sowie Ehrenmitgliedern. Amtierende Präsidentin ist  die Literaturwissenschaftlerin Claudia Maria Pecher, ihr Vorgänger Kurt Franz ist Ehrenpräsident. Die Geschäftsstelle der Akademie befindet sich im denkmalgeschützten Volkacher Schelfenhaus.

## Volkacher Taler
| - 1980: Hanns Kulmann und Hubert Göbels - 1981: Horst Schaller - 1982: Philipp Weitbrecht und Friedrich Ruß - 1983: Erich Strobach und Philipp Meyer - 1984: Hildegard Krahé und Thomas Ostwald - 1985: Karl Ernst Maier - 1986: Hans Bödecker - 1987: Theodor Brüggemann - 1988: Georg Bitter - 1989: Maria Friedrich - 1990: Alfred Clemens Baumgärtner - 1991: Hans A. Halbey - 1992: Hermann Bertlein und Friedrich C. Heller - 1993: Carmen Bravo-Villasante - 1994: Gerhard Haas | – | - 1995: Herbert Ossowski und Franz Werthmann - 1996: Wilhelm Steffens und Max Schmidt - 1997: Hans Gärtner und Hans-Joachim Gelberg - 1998: Hans Giehrl und Christian Stottele - 1999: Helmut Brinkmann und Erich Jooß - 2000: Heidi Oetinger und Franz Vogt - 2001: Lucia Binder und Ingrid Weixelbaumer - 2002: Klaus Doderer und Karl Andreas Schlier - 2003: Theodor Karst und Hansjörg Weitbrecht - 2004: Reinhard Stach und Helmut Fischer - 2005: Manfred Altner und Heinrich Wimmer - 2006: Siggi Seuß und Reinbert Tabbert - 2007: Roland Stark und Hermann Hadwiger - 2008: Hans-Heino Ewers und Ernst Seibert - 2009: Andreas Bode und Frank Weichhan |  | - 2010: Carola Pohlmann und Brigitte Klinkel - 2011: Günter Lange und der Schneider Verlag Hohengehren (Ulrich und Rainer Schneider) - 2012: Karin Richter und Tilman Spreckelsen - 2013: Gudrun Schulz und Roland Kahn - 2014: Kurt Franz und Birgit Fricke - 2015: Franz-Josef Payrhuber und Ulrich Störiko-Blume - 2016: Maria Linsmann und die Galerie marijo (Ruth-Maria und Bernhard-Joseph Weber) - 2017: Barbara Murken und das Antiquariat Winfried und Renate Geisenheyner sowie Otto Brunken - 2018: Renate Grubert sowie die Bayernwerk AG - 2019: Barbara Kindermann mit dem Kindermann Verlag und Christine Paxmann - 2020: Heidemarie Brosche und Kaspar Spinner - 2021: Stefan Hauck sowie Beate Zekorn-von Bebenburg - 2022: Petra Josting und Renate Reichstein - 2023: Barbara Schleihagen und Markwart Herzog - 2024: Sabine Fuchs und Carsten Gansel |  |